# Сидху, Маниндер
Маниндер Сидху (англ. Maninder Sidhu; род. 26 апреля 1984) — канадский предприниматель и политик, член Либеральной партии. Министр внешней торговли (с 2025).

## Биография
В 2008 году окончил Университет Уотерлу со степенью бакалавра искусств и основал собственную компанию, занятую оказанием услуг в области таможенного представительства.
21 октября 2019 года победил на парламентских выборах в округе Восточный Брэмптон в качестве кандидата от Либеральной партии.
19 марта 2021 года премьер-министр Джастин Трюдо назначил Сидху парламентским секретарём министра международного развития.
13 мая 2025 года в ходе масштабных перестановок в правительстве Карни по итогам парламентских выборов получил портфель министра внешней торговли.